# 阿里昂 (愛荷華州)
阿里昂（英語：Arion）是美国艾奥瓦州克勞福德下轄的一个城市。2010年人口统计为108人。